# Facultatea de Automatică și Calculatoare a Universității Politehnica Timișoara
Facultatea de Automatică și Calculatoare din Timișoara este una dintre cele mai noi facultăți ale Universității Politehnica Timișoara. Ea oferă studenților formarea ca inginer specialist în automatizări și calculatoare, cu diverse specializări. Deși facultatea s-a desprins din cea de Electrotehnică abia în anul 1990, specialitatea de automatică și calculatoare a început să fie predată încă din anul 1964.
Actual oferă ciclurile de licență, masterat și doctorat.

## Imagini

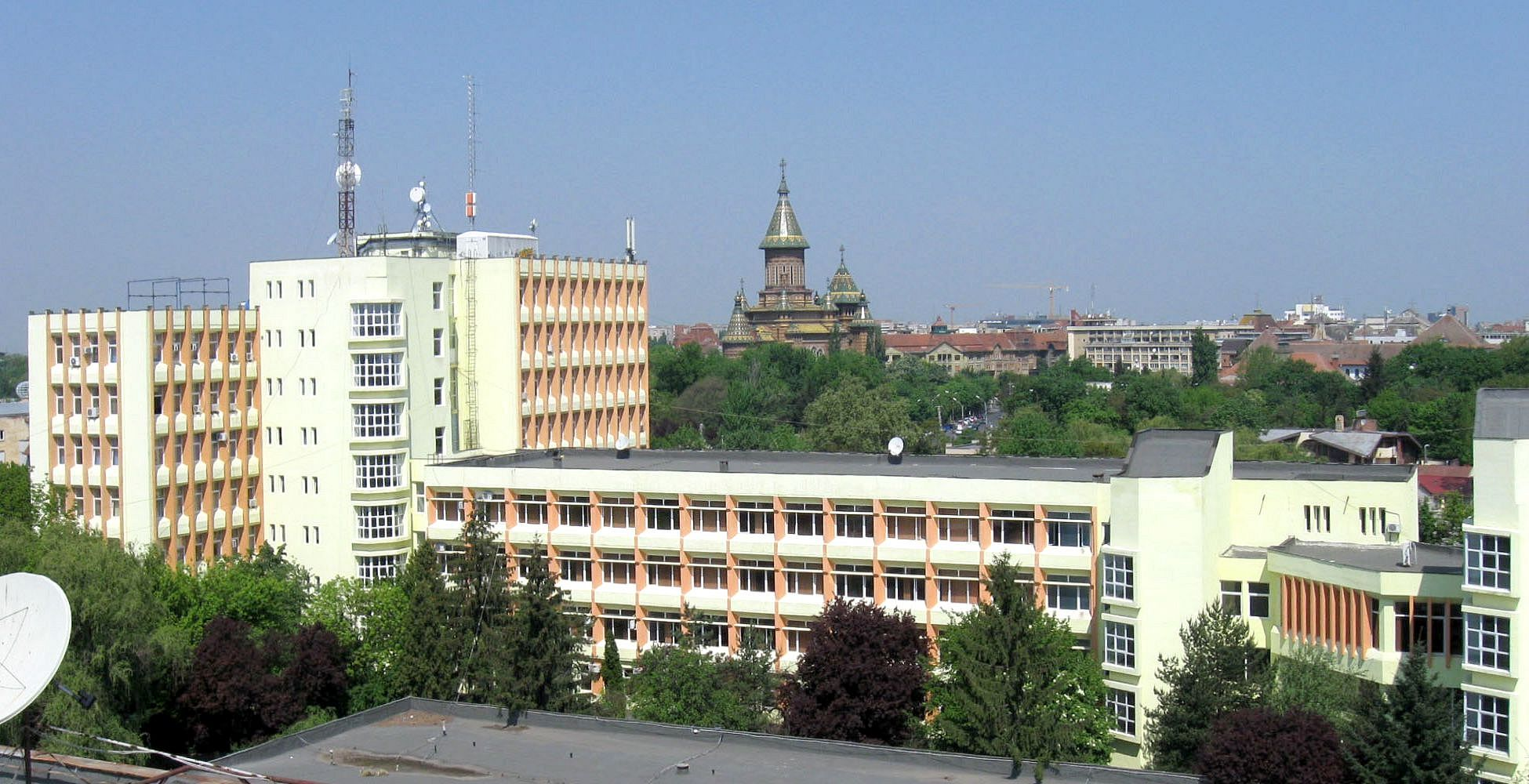